# Celleporaria trifurcata
Celleporaria trifurcata är en mossdjursart som beskrevs av Scholz 1993. Celleporaria trifurcata ingår i släktet Celleporaria och familjen Lepraliellidae. Inga underarter finns listade i Catalogue of Life.